# Francisco Lamas López
Francisco Lamas López (Lugo, 1905 - Madrid, febrero de 1987) fue un médico y político republicano español vinculado a Galicia. Fue condenado a cadena perpetua por los sublevados por oponerse al golpe de Estado de julio de 1936 cuando era alcalde de Lugo.

## Biografía
Desde muy pequeño había comenzado a leer a los autores clásicos gallegos, principalmente a Rosalía de Castro. Esta pasión inicial por los clásicos motivó la invitación a dar una conferencia organizada por la Asociación de Alumnos del Instituto de Lugo (titulada "Rosalía de Castro y Curros Enríquez") cuando solo tenía dieciséis años. Poco tiempo después, inició su carrera en el mundo del periodismo y colaboró en diferentes revistas y proyectos editoriales.
En 1931 participó, junto a Lorenzo Varela y otros intelectuales lucenses, en la fundación del Ateneo Popular de Lugo, del que fue nombrado primer secretario, pero el proyecto no tuvo éxito, señalando Lamas, entre otros factores, la pereza e indiferencia mostrada por los propios socios. Colaboró y promovió distintas empresas en el ámbito cultural, participó con Ánxel Fole, Gayoso Veiga y otros autores en proyectos como Guión y Yunque, que codirigió con Fole.  
En el ámbito político organizó Acción Republicana, fue secretario de Izquierda Republicana y alcalde de Lugo poco antes del estallido del levantamiento militar que desembocó en la guerra civil. Tras el golpe de Estado del 18 de julio de 1936 fue detenido el 24 de julio e ingresó en el cuartel de San Fernando con Roberto Ouro y luego en la cárcel. 
Juzgado en Lugo en un consejo de guerra acusado de traición, fue condenado a cadena perpetua y multa mancomunada de 1,5 millones de pesetas. Estuvo preso entre 1936 y 1941. Tras su salida de la cárcel fue profesor en el Instituto Cajal (1947-1948), en la Facultad de Medicina (1956-1959) y en la Escuela de Terapia Ocupacional. Colaborador en diferentes medios, fue autor de dos obras, El medio ambiente en el hospital de hoy y El médico en la frontera de la muerte. 